# Gualán
Gualán (del náhuatl, significa lugar de árboles de Yaje) es un municipio del departamento de Zacapa, ubicado en el oriente de la República de Guatemala. La cabecera municipal de Gualán se encuentra a 168 km de la Ciudad de Guatemala, por la ruta CA-9 que conduce a la costa atlántica y a 36 km de la cabecera departamental de Zacapa. Su altitud es de 130 m s. n. m. y tiene una extensión territorial de 696 km², lo que representa el 25% de la extensión total del departamento de Zacapa. La población total del municipio sobrepasa los 45,000 habitantes, de los cuales el 49% es masculino, y el 51% femenino.
Después de la Independencia de Centroamérica en 1821, el Estado de Guatemala fue dividido en once distritos para la impartición de justicia por el entonces novedoso método de juicios de jurados y Gualán fue asignado al circuito de Zacapa que pertenecía al Distrito N.º 4 (Chiquimula).
En 1897 se inauguró el tramo de San Agustín Acasaguastlán a Puerto Barrios del Ferrocarril del Norte, pasando por Gualán; en ese entonces el Norte de Guatemala era una región no explorada y la construcción de la línea férrea era el inicio de la explotación industrial y comercial de la región. El ferrocarril quedó inconcluso por la caída del precio internacional del café y no se concluyó sino hasta 1908; en ese momento la importancia económica de Gualán se incrementó considerablemente y aún más cuando el gobierno del licenciado Manuel Estrada Cabrera dio el ferrocarril en concesión a la empresa estadounidense International Railways of Central America (IRCA), subsidiaria de la United Fruit Company (UFCO).
El ferrocarril dejó de ser rentable para la compañía estadounidense en la década de 1950, cuando el gobierno liberacionista del coronel Carlos Castillo Armas terminó la construcción de la carretera al Atlántico, la que había iniciado el gobierno del coronel Jacobo Arbenz Guzmán precisamente para competir con el monopolio ferrocarrilero de la IRCA.  Sin embargo, la importancia comercial de Gualán no decayó, pues la carretera al Atlántico corre paralela a la línea del ferrocarril, la que a su vez fue construida siguiendo el curso del río Motagua, que pasa por Gualán.

## Toponimia
Muchos de los nombres de los municipios y poblados de Guatemala constan de dos partes: el nombre del santo católico que se venera el día en que fueron fundados y una descripción con raíz náhuatl; esto se debe a que las tropas que invadieron la región en la década de 1520 al mando de Pedro de Alvarado estaban compuestas por soldados españoles y por indígenas tlaxcaltecas. y cholultecas. El topónimo «Gualán» es una palabra de origen náhuatl; fue llamada originalmente «Uaxinlán», que significa «lugar donde abundan los árboles de Yaje». Las raíces son «Uaxin» (español: «árbol de cuaje, o yaje», y «tlán» (español: «abundancia»).

## Demografía
Es muy marcada la ascendencia española, debido a la importancia que tuvo el poblado para la Corona Española por estar sobre la ruta comercial sobre el río Motagua hacia el puerto de San Fernando de Omoa en la costa atlántica de Honduras, que era el principal puerto de la Capitanía General de Guatemala.

## Geografía física

### Clima
La cabecera municipal de Gualán tiene clima tropical (Clasificación de Köppen: Aw).
| Parámetros climáticos promedio de Gualán | Parámetros climáticos promedio de Gualán | Parámetros climáticos promedio de Gualán | Parámetros climáticos promedio de Gualán | Parámetros climáticos promedio de Gualán | Parámetros climáticos promedio de Gualán | Parámetros climáticos promedio de Gualán | Parámetros climáticos promedio de Gualán | Parámetros climáticos promedio de Gualán | Parámetros climáticos promedio de Gualán | Parámetros climáticos promedio de Gualán | Parámetros climáticos promedio de Gualán | Parámetros climáticos promedio de Gualán | Parámetros climáticos promedio de Gualán |
| Mes                                      | Ene.                                     | Feb.                                     | Mar.                                     | Abr.                                     | May.                                     | Jun.                                     | Jul.                                     | Ago.                                     | Sep.                                     | Oct.                                     | Nov.                                     | Dic.                                     | Anual                                    |
| ---------------------------------------- | ---------------------------------------- | ---------------------------------------- | ---------------------------------------- | ---------------------------------------- | ---------------------------------------- | ---------------------------------------- | ---------------------------------------- | ---------------------------------------- | ---------------------------------------- | ---------------------------------------- | ---------------------------------------- | ---------------------------------------- | ---------------------------------------- |
| Temp. máx. media (°C)                    | 30.1                                     | 31.7                                     | 34.1                                     | 35.0                                     | 34.7                                     | 33.4                                     | 32.5                                     | 33.0                                     | 32.8                                     | 31.7                                     | 30.5                                     | 29.8                                     | 32.4                                     |
| Temp. media (°C)                         | 25.0                                     | 25.9                                     | 27.8                                     | 28.7                                     | 28.9                                     | 28.1                                     | 27.6                                     | 27.7                                     | 27.6                                     | 26.8                                     | 25.8                                     | 25.0                                     | 27.1                                     |
| Temp. mín. media (°C)                    | 19.9                                     | 20.1                                     | 21.5                                     | 22.4                                     | 23.1                                     | 22.8                                     | 22.7                                     | 22.5                                     | 22.5                                     | 22.0                                     | 21.1                                     | 20.3                                     | 21.7                                     |
| Precipitación total (mm)                 | 29                                       | 18                                       | 24                                       | 32                                       | 113                                      | 232                                      | 218                                      | 185                                      | 232                                      | 126                                      | 67                                       | 39                                       | 1315                                     |
| Fuente: Climate-Data.org                 |                                          |                                          |                                          |                                          |                                          |                                          |                                          |                                          |                                          |                                          |                                          |                                          |                                          |

### Ubicación geográfica
Gualán está en el departamento de Zacapa; sus colindancias son:
- Norte: El Estor y Los Amates, municipios del departamento de Izabal
- Sur: La Unión (Zacapa) y Zacapa, municipios del departamento de Zacapa
- Este: República de El Salvador
- Oeste: 
  - Zacapa y Río Hondo, municipios del departamento de Zacapa
  - El Estor, municipio del departamento de Izabal[7]

|                                  | Norte: El Estor Los Amates    |                                |
| Oeste: Zacapa Río Hondo El Estor |                               | Este: República de El Salvador |
|                                  | Sur: La Unión (Zacapa) Zacapa |                                |

## Gobierno municipal
Los municipios se encuentran regulados en diversas leyes de la República, que establecen su forma de organización, lo relativo a la conformación de sus órganos administrativos y los tributos destinados para los mismos.  Aunque se trata de entidades autónomas, se encuentran sujetos a la legislación nacional y las principales leyes que los rigen desde 1985 son:
| N.º | Ley                                                | Descripción |
| --- | -------------------------------------------------- | --- |
| 1   | Constitución Política de la República de Guatemala | Tiene una regulación legal específica para los municipios en los artículos 253 al 262. |
| 2   | Ley Electoral y de Partidos Políticos              | Ley de carácter constitucional aplicable a los municipios en el tema de la conformación de sus autoridades electas. |
| 3   | Código Municipal                                   | Decreto 12-2002 del Congreso de la República de Guatemala. Tiene la categoría de ley ordinaria y contiene preceptos generales aplicables a todos los municipios, e inclusive contiene legislación referente a la creación de los municipios.             |
| 4   | Ley de Servicio Municipal                          | Decreto 1-87 del Congreso de la República de Guatemala. Regula las relaciones entra la municipalidad y los servidores públicos en materia laboral. Tiene su base constitucional en el artículo 262 de la constitución que ordena la emisión de la misma. |
| 5   | Ley General de Descentralización                   | Decreto 14-2002 del Congreso de la República de Guatemala. Regula el deber constitucional del Estado, y por ende del municipio, de promover y aplicar la descentralización y desconcentración económica y administrativa.                                |

El gobierno de los municipios está a cargo de un Concejo Municipal mientras que el código municipal —ley ordinaria que contiene disposiciones que se aplican a todos los municipios— establece que «el concejo municipal es el órgano colegiado superior de deliberación y de decisión de los asuntos municipales […] y tiene su sede en la circunscripción de la cabecera municipal»; el artículo 33 del mencionado código establece que «[le] corresponde con exclusividad al concejo municipal el ejercicio del gobierno del municipio».
El concejo municipal se integra con el alcalde, los síndicos y concejales, electos directamente por sufragio universal y secreto para un período de cuatro años, pudiendo ser reelectos.
Existen también las Alcaldías Auxiliares, los Comités Comunitarios de Desarrollo (COCODE), el Comité Municipal del Desarrollo (COMUDE), las asociaciones culturales y las comisiones de trabajo. Los alcaldes auxiliares son elegidos por las comunidades de acuerdo a sus principios y tradiciones, y se reúnen con el alcalde municipal el primer domingo de cada mes, mientras que los Comités Comunitarios de Desarrollo y el Comité Municipal de Desarrollo organizan y facilitan la participación de las comunidades priorizando necesidades y problemas.
Para un listado de los alcaldes que ha habido en Gualán desde 1944 véase Alcaldes Municipales de Gualán.

## Historia
La constitución del Estado de Guatemala promulgada el 11 de octubre de 1825 —y no el 11 de abril de 1836, como numerosos historiadores han reportado incorrectamente — creó los distritos y sus circuitos correspondientes para la administración de justicia según el Código de Lívingston traducido al español por José Francisco Barrundia y Cepeda; Gualán fue parte del circuito de Zacapa que pertenecía al Distrito N.º 4 (Chiquimula) e incluía a Santa Lucía, San Pablo, Gualán, Izabal, Río Hondo, Trapiche, Estanzuela, Uzumatán y Teculután.

### Ferrocarril del Norte
Tras resultar electo como presidente en 1892, el presidente José María Reina Barrios se empeñó en el proyecto del Ferrocarril del Norte y el 19 de julio de 1895 emitió el decreto n.º 513, publicado ese mismo día en el diario oficial, en que se ordenaba la fundación de la ciudad de Puerto Barrios. El General Reyna Barrios colocó la primera piedra y declaró inaugurados los trabajos del ferrocarril. Para administrar la construcción del ferrocarril, el gobierno de Reina Barrios contrató a Feliciano García quien desde muy joven había mostrado habilidad para el manejo de negocios públicos y quien había sido secretario privado del general Justo Rufino Barrios cuando este fue presidente de Guatemala.  El ingeniero estadounidense Silvanus Miller fue el encargado de la construcción del ferrocarril.  En Centroamérica ya había colaborado en la construcción del ferrocarril de Puerto Limón en Costa Rica, y en El Salvador estuvo a cargo de unos estudios geológicos y en la explotación minera.
1. Puerto Barrios
2. Tenedores
3. Los Amates
4. Gualán
5. El Rancho
6. Panajax

El 22 de noviembre de 1896 se inauguró el tramo de Zacapa a Puerto Barrios del Ferrocarril del Norte, considerado en ese momento un gran paso hacia las soluciones más urgentes de los problemas que afrontaba Guatemala.  El trazo abierto contaba con ciento y una millas, un poco más de la distancia total entre el puerto en el Atlántico y la Ciudad de Guatemala. Para entonces, el Norte de Guatemala era una región nueva, una fuente de riqueza no explorada y la construcción de la línea férrea prometía poder iniciar la explotación industrial y comercial de la región. La extensión total de la línea Puerto Barrios-Ciudad de Guatemala -por el derrotero de Panajax- era de ciento noventa y seis millas y nueve décimos, y se construyó en estas etapas: de Puerto Barrios a Tenedores, dieciocho millas; de Tenedores a Los Amates, cuarenta millas y ocho décimos; de Los Amates a Gualán, veintiún millas un décimo; de Zacapa a El Rancho de San Agustín Acasaguastlán, treinta y cuatro millas; del Rancho a Panajax, treinta millas; de Panajax a la Ciudad de Guatemala, en el punto de empalme con el Ferrocarril del centro, treinta y dos millas.
El tramo hasta El Rancho de San Agustín estuvo concluido en marzo de 1897, dejando construidos un total de ciento treinta y cuatro millas y nueve décimos; sin embargo, aunque el tramo del Rancho a Panajax no ofrecía extraordinarias dificultades debido a lo montañoso de la región, las últimas treinta y dos millas hasta la Ciudad de Guatemala si exigían penosas condiciones de trabajo, e incluso la construcción de un alto puente a la entrada Noreste de la ciudad.  Para llegar hasta allí, se tuvieron que sortear numerosas dificultates: leguas de terreno pantanoso, trayectos de base quebradiza, carestía de jornaleros y -sobre todo- los cambios en los precios internacionales que, en los últimos dos años del gobierno del general Reina Barrios cayeron estrepitosamente, especialmente los del café y de la plata.
En el tramo se construyeron numerosos puentes, entre los que sobresalían los puentes de los ríos San Francisco, San Francisco del Mar, río Escondido, río Motagua, río Iguana y río Gualán, de los cuales el puente sobre el río Motagua era el mayor, con una longitud de seiscientos cincuenta pies; por su parte, el puente sobre el Gualán tenía trescientos cincuenta pies y el puente entre Zacapa y El Rancho trescientos pies.

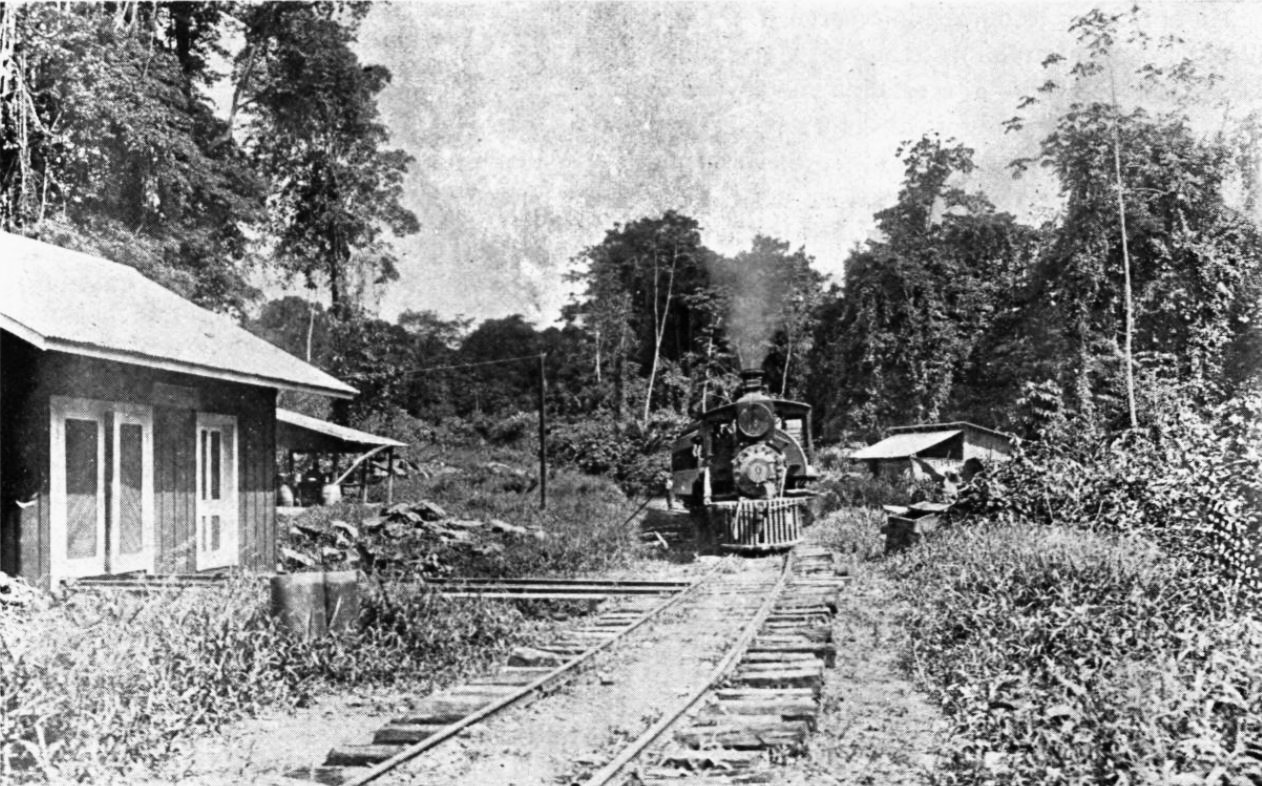
Casita de sección del ferrocarril en 1896. Fotografía de La Ilustración Guatemalteca.

En marzo de 1897, coincidiendo con el inicio de la Exposición Centroamericana, la revista cultural La Ilustración Guatemalteca  publicó un análisis detallado de la situación económica de Guatemala: en ese momento, los precios de los valores públicos emitidos por el gobierno para financiar las obras de infraestructura habían pasado de una relativa estabilidad a un descenso rápido y desconsolador, y existía una paralización completa en los negocios por carencia casi absoluta de efectivo, situación muy grave que estaba empezando a afectar el comercio, la agricultura, la industria y demás fuentes de riqueza.  Las causas de este serio problema eran el excesivo desarrollo que el gobierno de Reina Barrios había dado a necesidades ficticias -o sea, el embellecimiento de la Ciudad de Guatemala y la realización de la Exposición Centroamericana- sin haber tomado en cuenta el verdadero estado de las finanzas nacionales.  Se consideraba para entonces que la única solución era una austeridad completa con un plan de economías y la abstención absoluta de todo dispendio innecesario y se temía que se llegara a una bancarrota estatal.
Cuando el gobierno se dio cuenta de que la Exposición Centroamericana iba a fracasar, provocó una baja en la cantidad de moneda de plata circulante cuando relevó a los bancos de Guatemala de pagar en moneda corriente de oro o plata, facultándolos para hacerlo con sus propios billetes, de los que existían entonces alrededor de 10 millones de pesos en circulación.  El 15 de agosto de 1897, La Ilustración del Pacífico publicó un severo editorial sobre la situación económica del país, haciendo ver que el dinero que se había generado cuando el precio del café estaba alto se había despilfarrado de tal forma, que cuando este cayó en los mercados internacionales se produjo una fuerte crisis económica derivada de la devaluación de la moneda circulante. Por su parte, el diario opositor La República informaba que el costo de la leche, los huevos y el pescado estaba tan elevado que solamente las familias acomodadas podían adquirirlos y solicitaba que se redujeran los aranceles a la harina para no debilitar a la población. La crisis llegó a tal grado, que el 8 de febrero de 1898 murió asesinado el presidente Reina Barrios.
Tras la muerte de Reina Barrios, el licenciado Manuel Estrada Cabrera llegó al poder, y en 1900 autorizó a su ministro de Fomento, Rafael Spínola, que se encargara de realizar un contrato con la compañía estadounidense Central American Improvement Co. Inc. para terminar el tramo El Rancho a Ciudad de Guatemala, y reparar los tramos que ya estaban construidos pero que estaban abandonados.  Para cubrir los gastos de la construcción, el gobierno de Estrada Cabrera se comprometió a emitir cuatro millones de pesos guatemaltecos oro, pagaderos en diez años y al 6% de interés; por aparte, como garantía para la realización de contrato, el gobierno guatemalteco concedió a la compañía estadounidense la posesión y explotación del tramo que ya estaba concluido junto con todos los activos e instalaciones del mismo, incluyendo el muelle de Puerto Barrios.  La compañía también tuvo derecho de disfrutar de la posesión del tramo nuevo que se estaba construyendo por espacio de diez años, y recibió gratuitamente todo el terreno necesario para montar la línea y almacenar todo el equipo y materiales que necesitara.

### Gobierno de Manuel Estrada Cabrera
En octubre de 1903, el misionero evangélico estadounidense Clark Buckley acompañado de Valentín Ceballos, visitó la población de Gualán para coordinar el establecimiento de la primera iglesia evangélica local. Sin embargo, debido a lo inhóspito de la región, Buckley murió de paludismo en Chiquimula cuando retornaba de Honduras apenas un mes después.
En 1904, aprovechando la disponibilidad pro-norteamericana del presidente Manuel Estrada Cabrera, socios de Minor Keith, empezaron a ganar control de varios ramales de ferrocarril en Guatemala y en El Salvador, gracias a generosas concesiones de los presidentes de ambos países; en ese mismo año, se incorporó la compañía International Railways of Central America (IRCA) se incorporó en el estado de Nueva Jersey, aun cuando los diferentes ramales ferroviarios continuaron funcionando independientemente.
En 1910, Francisco J. Mayorga estableció la primera farmacia en la localidad.
El reporte anual de actividades de 1912, describe la consolidación de los diferentes ramales del ferrocarril guatemalteco como sigue: «El ferrocarril guatemalteco asumió el control de los ramales Centra, Occidental y el de Ocós en 1912, cuando la fuerza laboral de las oficinas generales y de la estación y talleres de Zacapa y la ciudad de Guatemala se consolidaron en los edificios de la Compañía Ferroviaria Central en Guatemala; la unión de todo esto recibió el nombre de International Railways of Central America (IRCA).  A partir de ese momento, los trenes de Guatemala se conocieron como:
- Ferrocarril del Norte de Guatemala o del Distrito del Atlántico
- Ferrocarril del Distrito del Pacífico: los antiguos ferrocarriles Central, Occidental, Panamericano y de Ocós
- Ferrocarril Panamericano (en construcción por la Compañía Ferrocarrilera Central)»[20]

El gobierno del licenciado Estrada Cabrera por medio de un Acuerdo Gubernativo del 25 de mayo de 1915 dispuso que la Feria Titular dedicada a San Miguel Arcángel se celebre del 6 al 8 de mayo de cada año.  Luego, el 20 de septiembre de 1919 el periódico cabrerista Diario de Centro América publicó la fotografía de la inauguración del kiosco del parque de Gualán, describiéndolo como «una obra de verdadero mérito por la solidez, elegancia y belleza que reviste, y que su construcción fue posible con el dinero que los habitantes del lugar voluntaria y espontáneamente ofrecieron para tal objeto». La fotografía publicada muestra a unos doscientos hombres con vestimenta de la época, sombrero pequeño, pantalones flojos y camisa manga larga almidonada, realizando maniobras militares con el auxilio de un sencillo redoblante. El kiosco fue construido casi en su totalidad de madera.

### Semana Trágica de 1920
Tras el distanciamiento del régimen de veintidós años de Manuel Estrada Cabrera con los intereses del gobierno de los Estados Unidos, y la evidente corrupción e ineptitud gubernamental para recuperar a la ciudad de Guatemala tras los terremotos de 1917-18, a finales de 1919 surgió el Partido Unionista, encabezado por los principales líderes conservadores guatemaltecos. Tras negociar con Adrián Vidaurre —presidente de la Asamblea Legislativa y antiguo aliado incondicional de Estrada Cabrera— se acordó declarar mentalmente incapacitado para gobernar al presidente Estrada Cabrera y sustituirlo por el diputado por Cotzumalguapa, el ciudadano Carlos Herrera y Luna. El presidente no aceptó lo estipulado por la Asamblea y se atrincheró en su residencia en La Palma, en donde tenía fuerzas militares a sus órdenes, y desde donde giró órdenes a los jefes políticos de la República para que resistieran.  En Zacapa, las autoridades leales al gobernante provocaron violentos enfrentamientos contra milicianos unionistas de Gualán y Puerto Barrios; los combates se prolongaron durante una semana, hasta que por fin el presidente se rindió el 14 de abril de 1920.

### De 1922 a 1929
El 28 de enero de 1922 el Diario de Centro América informó que un ciudadano ruso robó en la Ciudad de Guatemala unos cortes de casimir y dinero en efectivo; el afectado puso la denuncia y el ladrón fue capturado en la estación del ferrocarril en Gualán. La estación del ferrocarril contaba con telégrafo para comunicación directa con la ciudad capital. Se contaba con autoridades locales que se encargaron de la captura y envío del ciudadano ruso a donde correspondía utilizando el tren que pasó de retorno.
En 1924, durante la gestión municipal de Juan Eliseo Morales se construyó de adobe, teja y madera, la escuela primaria a los varones, pretendiendo con ello separar por sexo a los alumnos. La escuela que se construyó a los varones estaba ubicada en el predio que tiempo después ocuparía la Policía Nacional en el barrio Río Hondo; el 15 de julio de ese año el vecindario propuso ante las autoridades correspondientes que Carmen Ernestina Sagastume Cáceres ocupara la Dirección de la Escuela de Niñas. Sin embargo, la señora Sagastume no fue aceptada por carecer de un diploma de maestra y en su lugar fue nombrada la profesora Lucía de Quezada. La Escuela de Niñas funcionó en el local que en la década de 2010 ocupaba el edificio TELGUA en la parte posterior del Edificio Municipal.
En 1928 surgió el primer equipo de fútbol en Gualán; el campo de fútbol estaba ubicado en el predio que en la década de 2010 ocupaba la Escuela Nacional para Varones en el barrio la Estación; el 29 de enero de 1929 quedó oficialmente integrado el equipo de fútbol «Once Aguilas». En ese entonces para atender invitaciones en aldeas cercanas se hacía el recorrido en cayucos (pequeños barcos) por el Río Motagua.

### Gobierno del general Jorge Ubico
En la década de 1930 la Banda de Música de Gualán estaba en su apogeo. Esta banda estaba compuesta por músicos autodidactas que en su mayoría eran analfabetos y que aprendieron a tocar sus instrumentos sin instrucción musical formal. Los instrumentos que utilizaban fueron obtenidos en Chicago por Eduardo Bazini con dinero recaudado entre los vecinos. La banda amenizaba en el kisoko de la población los días jueves y domingos de cada semana y estaba compuesta por Rafael Vargas Oliva, Tino Oliva, Eduardo García Marín (trompeta), Vicente Méndez (trompetín) Alfonso García (barítono), Tomas León (clarinete), Margarito Méndez (tuba o bajo).
El 15 de marzo de 1938 la revista Oriental, editada en Jalapa, publicó un artículo sobre Gualán, al que describe así: «El Intendente Municipal, (posteriormente Alcalde Municipal) era don Manuel Orellana Portillo. Entre los más distinguidos habitantes de la población figuraban: Alfredo N. Scaff de origen árabe y su esposa Elena Cabezas de Scaff, de origen chileno; Francisco J. Mayorga, dueño de la farmacia local y el profesor Juan Aroche Z. director de la Escuela de Niños. Describen a Gualán como el municipio más rico y productivo del departamento de Zacapa, de donde se extrae en gran escala el café y el tabaco. Los bosques son abundantes tanto dentro de la población como a las márgenes del riachuelo y el Motagua. Según el artículo, Gualán cuenta con el mejor servicio de energía eléctrica de la región y disfruta de agua potable abundante traída del Río Mayuelas».  El 19 de noviembre de ese mismo año se inauguraron los primeros diez kilómetros de la carretera que de Gualán conduce a La Unión.
El 14 de febrero de 1939 arribó el presidente general Jorge Ubico en uno de sus acostumbrados viajes presidenciales; como de costumbre, le acompañaban varios ministros de gobierno e hicieron el tradicional recorrido a pie desde la estación del ferrocarril hasta el edificio municipal, acompañados de gran cantidad de vecinos. El general Ubico visitó Gualán en esa oprotunidad para inaugurar el nuevo edificio municipal, que años más tarde sería destruido totalmente por el terremoto de 1976.  En ese año se celebraron dos ferias; una del 6 al 9 de mayo y otra del 26 al 30 de septiembre. La Revista Gualán relata la primera feria, mencionando entre los principales ganaderos del municipio a «Juventino Paz, Lic. Mariano Trabanino, Br. Tránsito Bonilla, Isaac Paz, José T. Pazos, Juan Morales y Víctor Peralta»; la revista también menciona ««la construcción de cinco pilas públicas para las personas que no pueden pagar el servicio domiciliar de agua» y hace referencia a la existencia del conjunto marimbístico «Marimba Gualán». Por último, mencional al bachiller Oscar Bonilla Peña, «quien en todo acto público sobresalía con sus discursos, siendo gran impulsor de la cultura en la región».
El V Censo de Población, publicado el 7 de abril de 1940 reportaba que Gualán contaba con una población total de 14,735 habitantes, de los cuales 3,928 vivían en el área urbana y 10,817 en la rural.

### Fin del ferrocarril
Hasta el gobierno del coronel Jacobo Arbenz Guzmán (1951-1954), el principal medio de transporte en Guatemala era el ferrocarril, el cual era administrado por la International Railways of Central America (IRCA). La construcción de la Carretera al Atlántico para combatir el monopolio ferroviario fue uno de los puntos medulares en el derrocamiento del presidente guatemalteco en 1954. De hecho, la invasión liberacionista coordinada por la Operación PBSUCCESS del gobierno de los Estados Unidos dinamitó el puente de Gualán el 19 de junio de 1954 a la 1:50 de la madrugada, y luego combatió al ejército el 20 de junio, pero fue derrotada fácilmente; incluso, fueron derrotados con mucha mayor contundencia el 21 de junio de 1954 en Puerto Barrios.  Pero la presión de la CIA logró que Arbenz renunciara el 27 de junio de 1954; irónicamente, ese día el líder liberacionista Carlos Castillo Armas atacó Zacapa pero fue derrotado nuevamente y tuvo que regresar a Chiquimula.
El último año que IRCA reportó una ganancia fue en 1957;  en 1959, la carretera al Atlántico desde la Ciudad de Guatemala hasta Puerto Barios fue inaugurada, lo que dio como resultado que los camiones obligaran al tren a reducir sus tarifmas, además de que perdió mucha clientela. Y en 1964, debido a un huracán y a enfermedades de los árboles, cerró su extensa operación en Tiquisate, dejando a la IRCA sin el 10% de sus ganancias.

### Gobierno de Carlos Arana Osorio
Durante el gobierno del general Carlos Arana Osorio del 1 de julio de 1970 al 1 de julio de 1974, el municipio de Gualán alcanzó gran prosperidad gracias a que la esposa del presidente, Alida España de Arana era oriuenda del lugar.  De esta forma se destinaron considerables fondos para el desarrollo municipal, los cuales fueron administrados eficientemente por las corporaciones ediles de la época; asimismo, se elevó a la Villa de Gualán a la categoría de Ciudad. Deafortunademtne, se construyó un nuevo mercado municipal, para lo cual se tuvo que demoler la antigua iglesia colonial.

## Costumbres y tradiciones

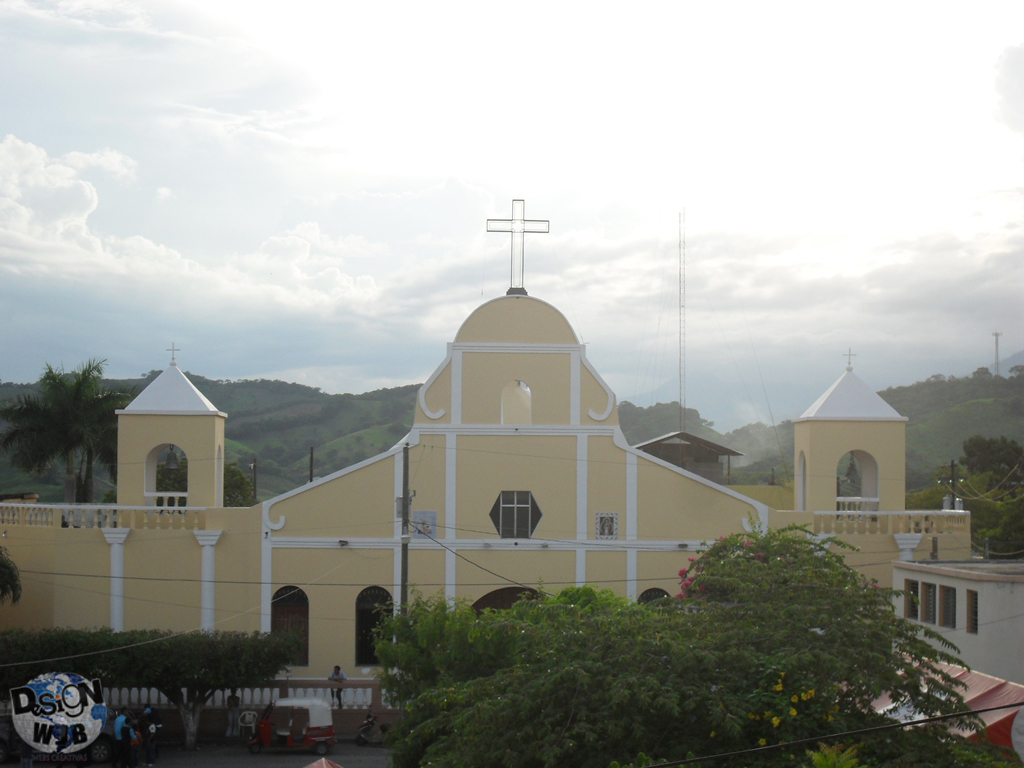
Iglesia de Gualán

### Festividades
En 1915, por acuerdo gubernativo del 25 de mayo, quedó establecida la fecha del 6 al 8 de mayo para la celebración de la fiesta titular en honor a San Miguel Arcángel. Por acuerdo gubernativo del 20 de abril de 1944, fue fijada del 27 al 29 de septiembre, pero posteriormente se retornó a la celebración original del 6 al 8 de mayo. 
Al inicio la celebración tenía lugar en la plaza central, luego se trasladó al barrio La Estación y más tarde al Campo de la Feria localizado entre el Estadio Municipal y el Centro de Capacitación en el barrio Las Flores.

### Gastronomía
Tamales, yuca, chicharrones, manjar, arroz en leche, pan, salpores, butifarras, fresco de pepita, pan de mujer que es hecho de manera artesanal por mujeres gualantecas.etc.

## Actividad económica
Su producción agrícola se basa principalmente en el café, cultivándose también maíz, frijol, tomate y hortalizas. La ganadería se basa principalmente en la crianza de ganado vacuno y como resultado de ello es famoso por su producción de leche y sus derivados.

## Educación
En la cabecera del municipio existen 6 colegios de educación básica, 4 de ellos privados, el instituto más importante de la cabecera municipal es el INEB Álvaro Enrique Estrada Arriaza, que se encuentra entre la Colonia Mofang y el Casco Urbano de la Ciudad.
Los Colegios de Educación Diversificada son: Escuela de Comercio (ECOGUA), Liceo Sinai, Instituto Diversificado Municipal, Este último sostenido por la Municipalidad de Gualán. Posteriormente en 2009, abrió sus puertas el Instituto Nacional de Educación Diversificada (INED), el cual funciona en las mismas instalaciones del instituto Álvaro Enrique Arriaza Estrada. En 2010 se inauguró el colegio particular mixto luterano integral La Resurrección y en 2016 se inauguró el colegio mixto privado Monseñor Anibal Casasola.
En 2010 la Universidad Panamericana de Guatemala abrió una extensión en la cabecera municipal.[cita requerida]

## Ciudadanos Destacados
- Juan Perez Artista

Elder Peralta, hijo prodigo de Gualan
Mario Enrique Arriaza Galdámez
- Mariano Antonio Sánchez Cabrera
- Rosa de Gordillo Barrios: esposa del licenciado Gerardo Gordillo Barrios, fue presidente del Congreso de la República de Guatemala en 1946, y luego ministro de Economía (1947), Educación (1948) y Trabajo del gobierno del Dr. Juan José Arévalo Bermejo.[19] La señora Gordillo de Barrios ocupó diferentes cargos en asociaciones y grupos humanitarios, entre ellos: Presidenta de la Asociación Pro-Hospital del Niño, presidenta de la Asociación de Esposas de Economistas, fundadora y presidenta del Comité Pro Superación del Bombero Voluntario, fundadora y vicepresidenta de Fraternidad Quichelense, Liga contra la Tuberculosis, Asociación de Gerentes de Guatemala, e Instituto de Relaciones Culturales Guatemala-Israelí.[19] Fue fundadora y presidente por doce años de la Asociación Pro-Mejoramiento de Gualán (APROMEGUA) desde donde logró la nacionalización del instituto básico, la celebración por once años consecutivos de las festividades de Carnaval, construcción del centro de salud, circulación de la escuela para varones, publicación del periódico El Puente y la remodelación del puente sobre el río Motagua. El 25 de septiembre de 1993 fue declarada Hija Predilecta de Gualán el mismo día que el puente sobre el río Motagua fue bautizado con el nombre del licenciado Gordillo Barrios.[19]
- Hugo Rolando Aguilar Pinto: posee una vasta producción literaria tanto en verso como en prosa, con la cual ha participado y ganado en innumerables eventos literarios a nivel nacional. En mayo de 1979, junto a un grupo de ciudadanos, estableció los primeros Juegos Florales a nivel nacional, fue fundador y conductor de un programa cultural que durante más de quince años fue transmitido por la televisión local.  El 6 de mayo de 1980 la corporación municipal le confirió el «Yaje de Oro», reconociendo sus múltiples méritos literarios, docentes y deportivos
- Óscar Estrada Pazos: tras servir en varios puestos en diferentes corporaciones municipales, resultó elegido como alcalde Municipal el 15 de junio de 1972 en sustitución de Mariano Antonio Sánchez Cabrera. Estrada Pazos y Sánchez Cabrera han sido los funcionarios edilicios con mayor impacto en el desarrollo del municipio, debido en parte a que su gestión se realizó durante la presidencia del general Carlos Manuel Arana Osorio, quien era esposo de Alida España de Arana Osorio, oriunda de Gualán y quien aportó una buena cantidad de recursos del Estado para el municipio. Fue el último alcalde de la Villa de Gualán y el primer alcalde de la Ciudad de Gualán, pues el 3 de agosto de 1972 la cabecera municipal fue ascendida a ciudad. Apoyó sólidamente la fundación de la Escuela Particular Mixta de Ciencias Comerciales, que abrió sus puertas en enero de 1973. También coordinó la última fase de la construcción del Instituto Nacional Mixto de Educación Básica.[19]